# Carlo Bazzi
Carlo Bazzi (n. 6 iulie 1875, Torino, Italia – d. 6 mai 1947, Milano, Italia) a fost un pictor italian impresionist, care a participat activ la nașterea designului și a modei italiene.

## Biografie
În tinerețe, Carlo Bazzi a urmat cursuri de țesut, colaborând cu fabrica de bumbac Bernocchi, și s-a dedicat designului de țesături la Milano și Legnano, realizând prima sa cercetare creativă pentru moda italiană. Ulterior, a urmat cursurile Academiei de Artă Brera din Milano și s-a dedicat picturii, sub îndrumarea lui Giuseppe Bertini, profesor de sticlărie din 1851 la Academia Brera, și a lui Vespasiano Bignami. A fost prieten și partener artistic al lui Stefano Bersani, cu care s-a dedicat picturii en plein air pe lacul Como, în munți și în porturi. A participat la Expoziția de la Milano din 1894, apoi la Trienala de la Brera din 1900 cu tabloul Răsărit de soare la Spluga, considerată cea mai importantă lucrare a sa. A avut numeroși elevi care au fost influențați de el, printre care Arrigo Parnisari. În 1905 a fondat Vetreria Corvaya e Bazzi, împreună cu Salvatore Corvaya, pentru a produce vitralii pe care le proiecta el însuși. Picturile sale se află în colecția Băncii Comerciale Italiene, achiziționată ulterior de Banca Intesa Sanpaolo și aflată în prezent în colecția Museo di Piazza Scala Gallerie d'Italia. Împreună cu Angiolo D'Andrea, s-a ocupat de autentificarea tuturor picturilor lăsate nesemnate de prietenul său Guido Cinotti.

## Stil
În lucrările lui Carlo Bazzi se evidențiază caracteristicile reproducerii minuțioase a realității, ce provin din lunga și reușita sa activitate ca miniaturist pe material textil și apoi pe vitralii.

## Selecție de picturi

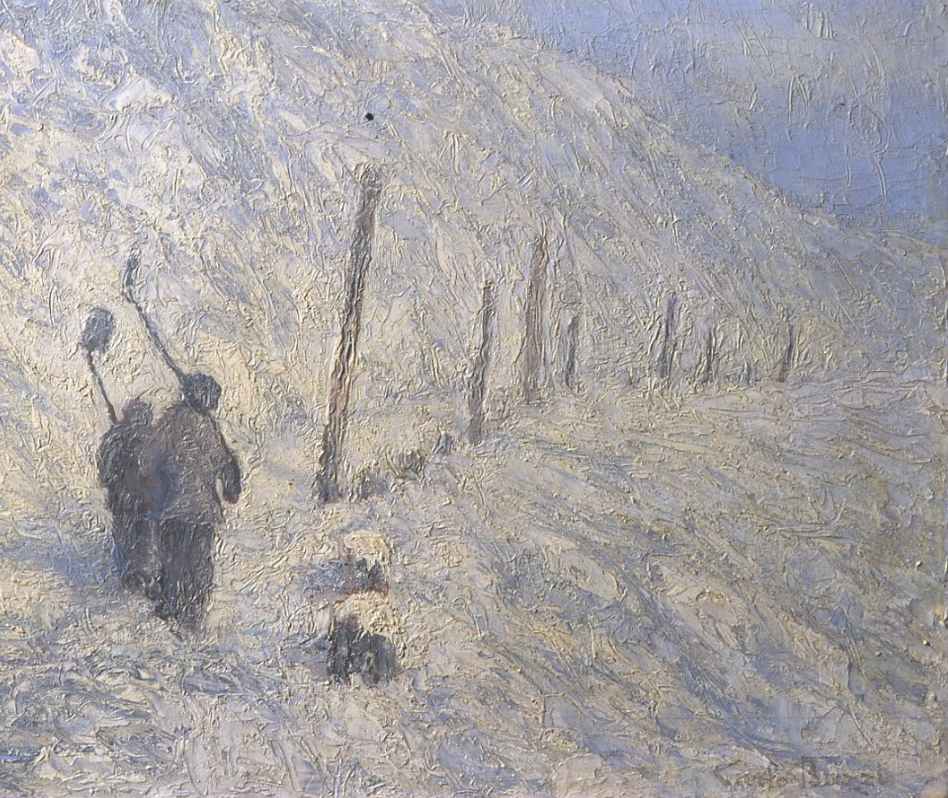
Carlo Bazzi, Lo Spluga, Banca Intesa Sanpaolo, Gallerie d'Italia
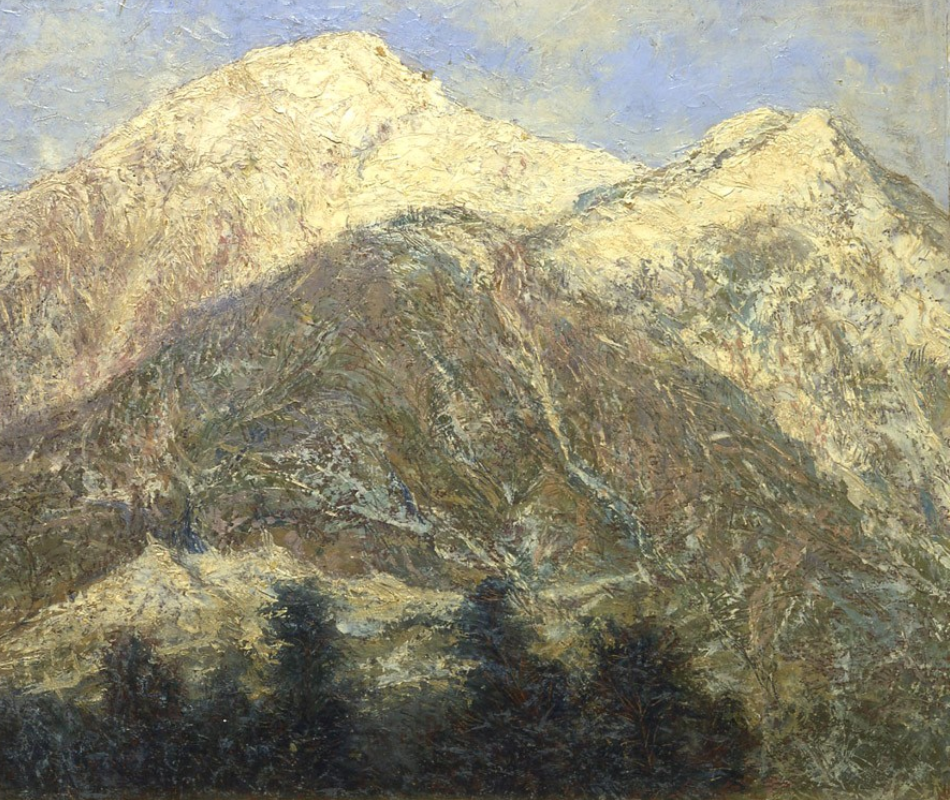
Carlo Bazzi, L'alta valle d'Ayas, Banca Intesa Sanpaolo, Gallerie d'Italia
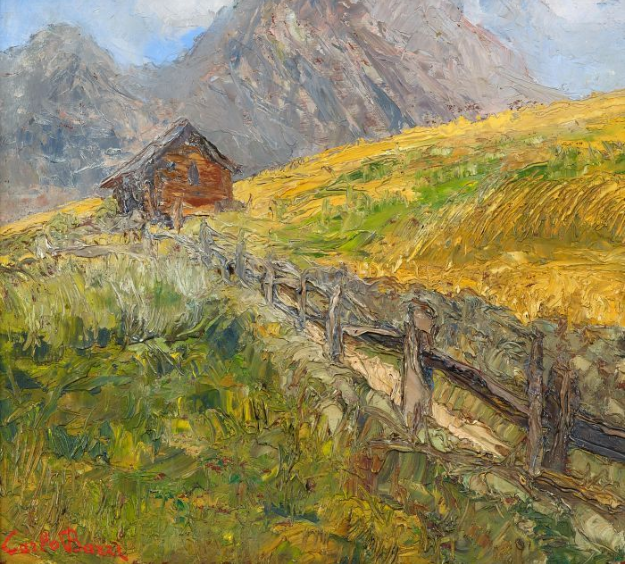
Carlo Bazzi, Lierna Lacul Como
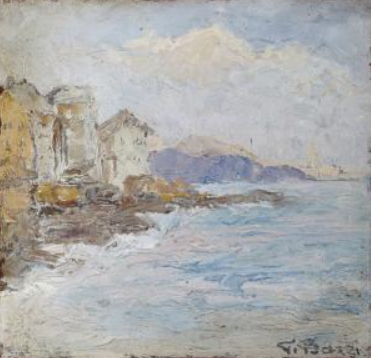
Carlo Bazzi, Portofino
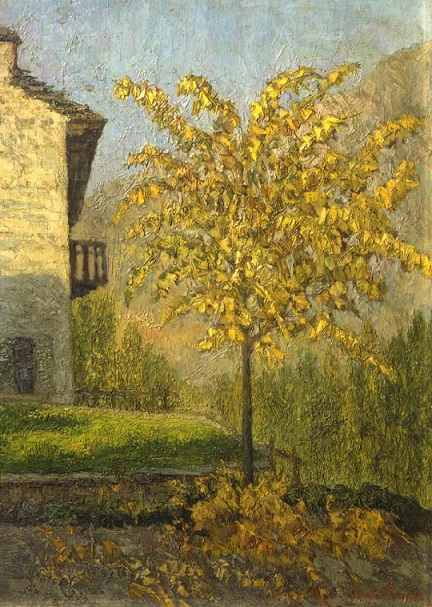
Carlo Bazzi, Il mio tiglio a Malesco
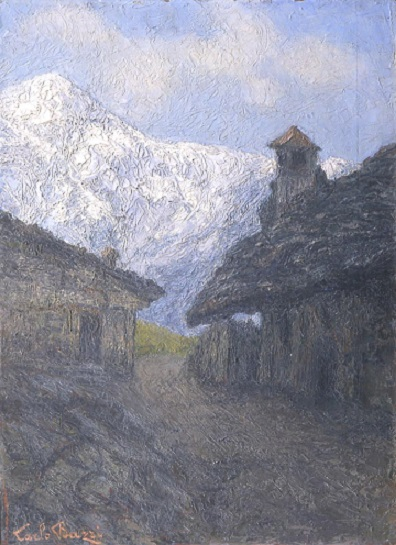
Carlo Bazzi, Baite a Pecetto Macugnaga, Banca Intesa Sanpaolo, Gallerie d'Italia
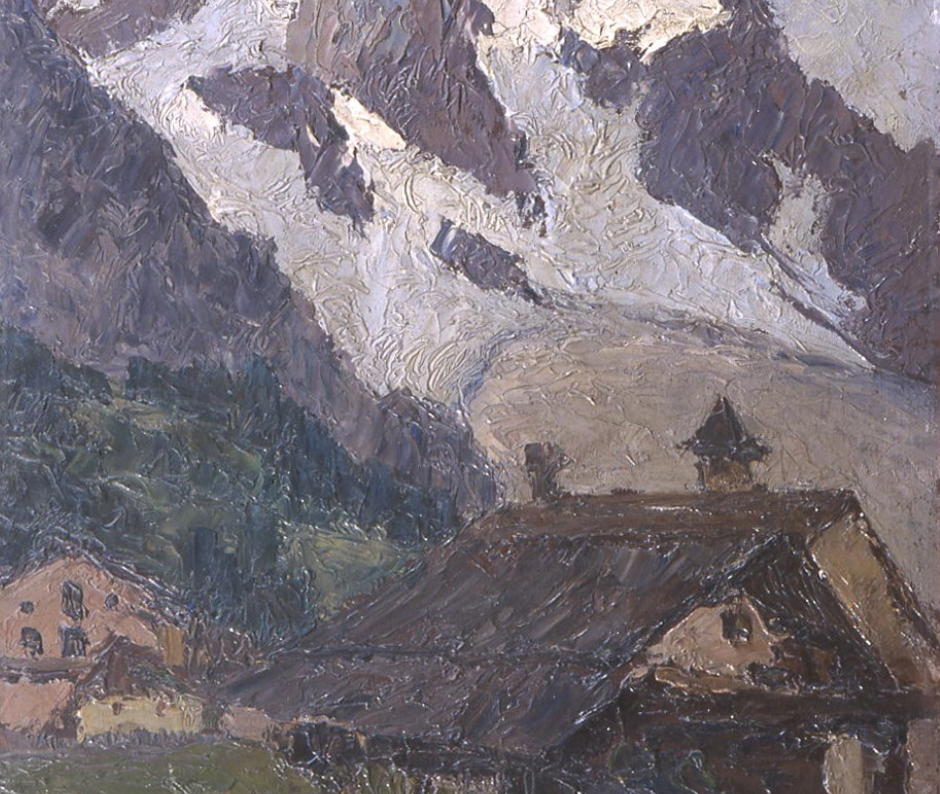
Carlo Bazzi, Pomeriggio a Entrèves, Banca Intesa Sanpaolo, Gallerie d'Italia

## Lucrări de artă din sticlă Corvaya și Bazzi
- Palatul Mezzanotte, Bursa Italiană, Milano.
- Palatul Băncii Italiei, Vitraliile sălii, 1913, via Cordusio, Milano
- Palatul Edison, Foro Buonaparte, Milano

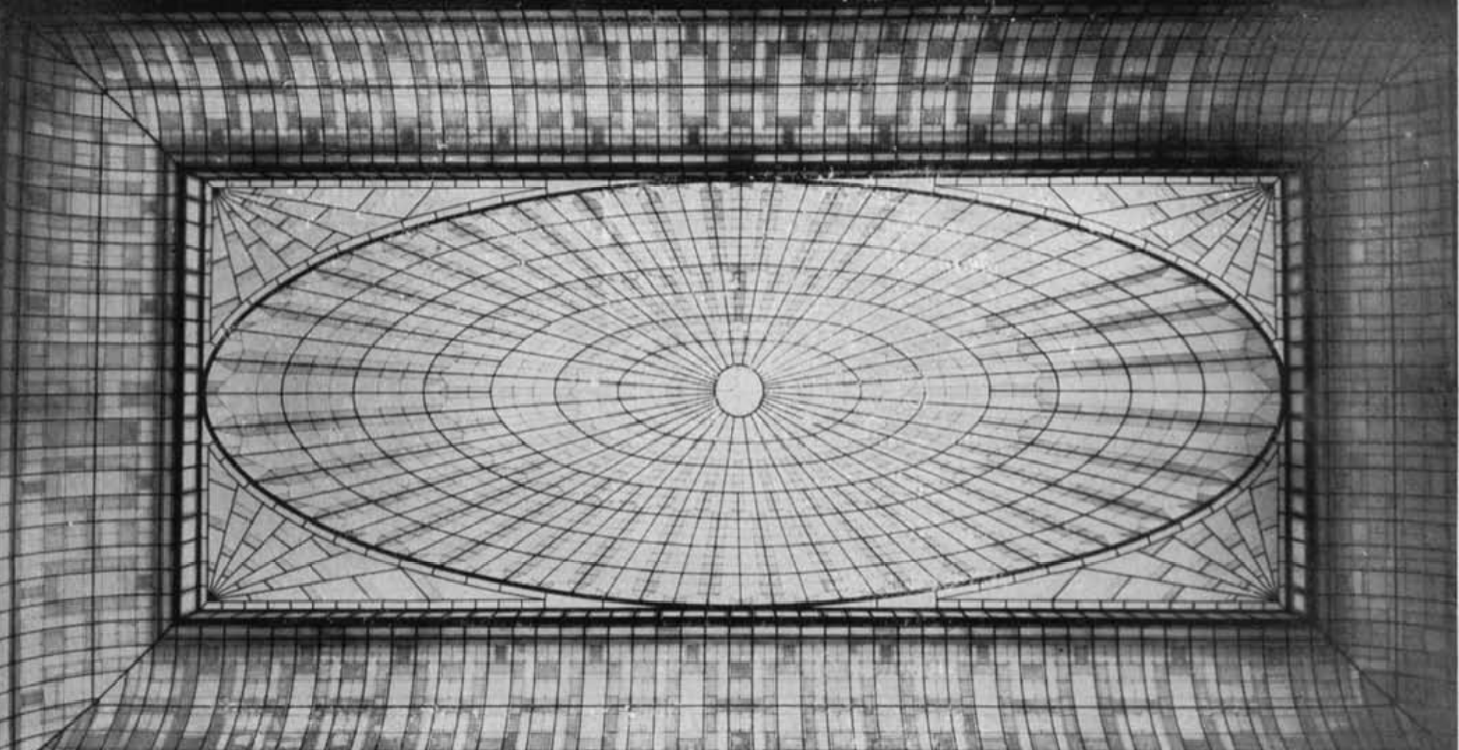
Carlo Bazzi, "Vetrata a soffitto", Bursa Italiană, Milano
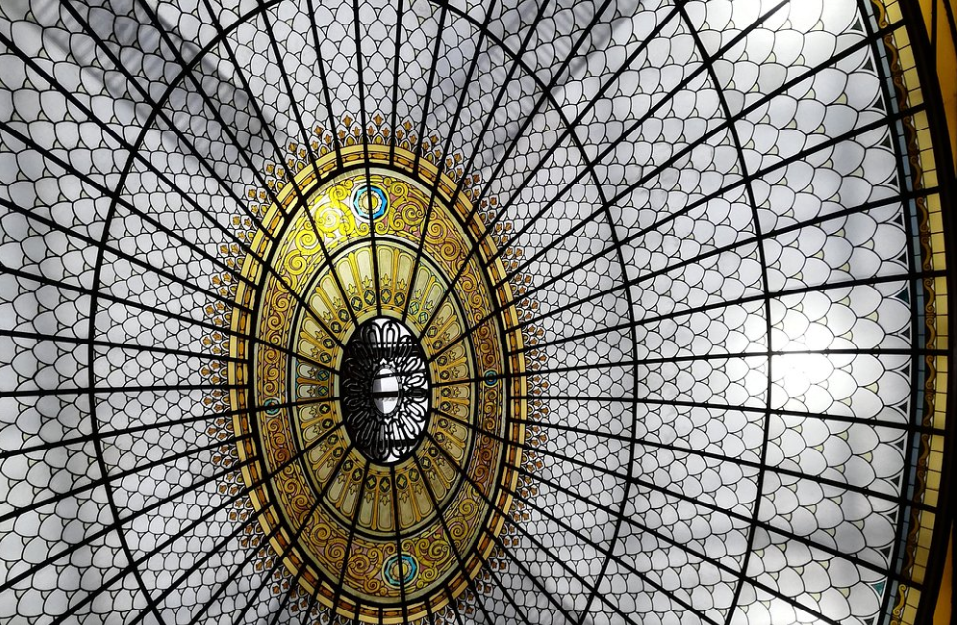
Carlo Bazzi, "Vetrata a soffitto", alcătuită din 18.000 de plăci de sticlă realizate manual, Palatul Edison, Milano